# PICO 4
PICO 4 — гарнитура виртуальной реальности, разработанная ByteDance. Она предназначена для игр виртуальной реальности и доступна только в Европе и в Восточной Азии (Китае, Южной Корее, Японии, Малайзии и Сингапуре). В настоящее время он недоступен в Соединенных Штатах. PICO 4 является конкурентом Quest 2.
В Pico 4 используются блинные линзы в сочетании с двумя небольшими ЖК-дисплеями по одному для каждого глаза. Эта технология позволяет использовать более лёгкую гарнитуру с повышенным разрешением изображения.
Блинные линзы имеют некоторые недостатки, вызванные отражением света между слоями линз, но обычно считается, что они имеют меньше артефактов, чем ранее использовавшиеся линзы Френеля.
В этом продукте было представлено несколько функций: отслеживание рук в реальном времени и режим просмотра в низком разрешении.